# Comparitie
Comparitie is een term uit het recht. Een comparitie is een verschijning voor het gerecht, een opkomst, een bijeenkomst ter beraadslaging, of een zitting.
In veel rechtszaken wordt als onderdeel van de procedure een speciale rechtszitting gehouden, een comparitie (comparitie = vergelijking). De bedoeling daarvan is meer inlichtingen over de zaak te verkrijgen of te proberen de partijen tot een vergelijk te laten komen. De partijen kunnen dan onder leiding van de rechter of bijvoorbeeld tijdens een schorsing van de zitting proberen tot een schikking te komen. Wanneer de hele procedure is doorlopen en er geen schikking is bereikt wordt er vonnis gewezen door de rechter. Comparitie-zittingen zijn in principe openbaar.

## Voordelen van een comparitie
- het geschil, de feiten maar ook de juridische standpunten van partijen, worden duidelijk;
- de kans op een regeling is groter als de feiten, stellingen, verweren en bewijsmiddelen helder zijn;
- indien er geen regeling komt, dan kan wellicht sneller een eindvonnis worden gewezen;
- indien een eindvonnis niet mogelijk is, kan de comparitie gebruikt worden voor instructie door de rechter (geschilpunten? wie moet wat bewijzen?);
- er is minder noodzaak voor repliek, dupliek en pleidooi;
- het houden van een zitting verhoogt de acceptatiegraad van de uitspraak;
- in het ambtshalve tussenvonnis wordt aangegeven wat de specifieke vraagpunten zijn, welke inlichtingen nog nodig zijn en - indien nodig - welke gebreken nog moeten worden hersteld.

## De comparitie na antwoord
Na de eerste schriftelijke ronde van een rechtszaak, de dagvaarding en het antwoord van de wederpartij (de conclusie van antwoord), worden de procespartijen meestal opgeroepen om in persoon te verschijnen bij de rechtbank. Op deze zitting zal de rechter met de partijen en hun advocaten de zaak bespreken. Beide partijen mogen dan mondeling aan de rechter uitleggen hoe volgens hen de zaak zit. De partijen zijn niet verplicht om voor de rechter te verschijnen. Ze mogen ook hun standpunt op papier zetten en zich laten vertegenwoordigen door hun advocaat. De rechter kan eventueel getuigen oproepen. Een getuige is verplicht te verschijnen. De rechter stelt hem als eerste vragen. Daarna kunnen de eiser en gedaagde vragen stellen aan de getuige. De rechter kan ook een deskundige vragen onderzoek te doen.
De rechter bekijkt op die zitting of partijen tot een vergelijk kunnen komen of dat mediation een geschikt alternatief is. Als partijen aangeven dat zij willen praten over een schikking of mediation, verzoekt de rechter aan partijen buiten de zittingzaal (‘op de gang’) te gaan praten en te onderhandelen.
Als een schikking wordt bereikt, stelt de rechter een overeenkomst op. Beide partijen moeten die overeenkomst ondertekenen. De overeenkomst heeft dezelfde executoriale waarde als een vonnis van de rechter, dat wil zeggen dat partijen gedwongen kunnen worden om die overeenkomst na te komen. De procedure is daarmee definitief beëindigd.
Als partijen kiezen voor mediation, maken zij direct een afspraak met een mediator via het mediationbureau van de rechtbank. De procedure wordt beëindigd als partijen het door middel van mediation alsnog eens worden. Anders gaat de procedure door.
Als op de zitting geen schikking wordt bereikt en mediation wordt afgewezen, gaat de procedure door. De rechter geeft aan het einde van de bespreking aan hoe hij tegen de zaak aankijkt. Dit heet een voorlopig oordeel. Het oordeel is voorlopig omdat soms nog niet alles over een zaak bekend is. Ook moet de rechter vaak nog verder nadenken over de zaak en de zaak bespreken met een collega rechter. Daarna gaat de rechter een vonnis schrijven, een zogenaamd ‘kaal comparitievonnis’.
Als de rechter heeft gezegd dat er vonnis komt, zal dat vonnis er in het algemeen binnen zes weken na de zitting zijn. Dat kan een eindvonnis zijn, waarmee de procedure direct tot een einde komt. Het vonnis kan ook een tussenvonnis betreffen, bijvoorbeeld omdat stellingen bewezen moeten worden. Ook is er weleens een deskundige nodig. De procedure gaat dan uiteraard door.
Als de rechter op de zitting heeft gezegd dat hij nog stukken nodig heeft of andere informatie, zullen de advocaten eerst nog een akte nemen. Daarna zal de rechter een vonnis schrijven. Dat kan weer een eindvonnis zijn of een tussenvonnis.
Deze comparitie is in beginsel de laatste fase van de procedure voordat er een vonnis komt.

## De comparitie van partijen en de enquête
Als de procedure na de comparitie na antwoord doorloopt, kan de rechter in een tussenvonnis bepalen dat:
- partijen nog een keer moeten komen om inlichtingen te geven over de zaak. Zo’n zitting heet dan een comparitie van partijen. Meestal staat in het vonnis aangegeven waar de rechter nog over wil praten. De zitting gaat verder hetzelfde als de comparitie na antwoord (zie hierboven);
- een partij iets moet bewijzen. Vaak wil een partij iets bewijzen door getuigen te laten horen. Dat gebeurt in een getuigenverhoor, ook wel enquête genoemd. Als de andere partij zijn eigen getuigen wil laten horen heet dit het tegengetuigenverhoor of de contra-enquête.

## De comparitie na aanbrengen
Bij een rechtszaak in hoger beroep kan comparitie na aanbrengen volgen. Soms is het hof van oordeel dat in een bepaalde hogere beroepszaak beter eerst zo’n gesprek kan plaatsvinden, voordat er verder wordt geprocedeerd. Dit is bijvoorbeeld zo wanneer het geschil gaat over minder dan € 20.000,--, en het hof denkt dat partijen misschien toch nog wel een regeling zouden kunnen bereiken. Dat kan zijn omdat de partijen nog vaker met elkaar te maken hebben (zij wonen bijvoorbeeld naast elkaar) of omdat een hoger beroep voor de partijen toch wel duur is, of nog heel lang kan gaan duren.

## De comparitie ter plaatse
De comparitie ter plaatse komt vaak voor bij burenruzies. Bij burenruzies zijn er vaak meer mensen betrokken dan alleen de partijen. De rechter zal vaak alleen met de partijen zelf en hun advocaten praten. De zitting wordt bepaald op een adres. Op het afgesproken tijdstip ontmoeten de rechter, de griffier, de partijen en hun advocaten zich aan het adres, meestal in de buitenlucht. De rechter bekijkt wat hij nodig vindt in de buitenlucht. Hij gaat daarvoor naar de percelen van beide partijen. Hij doet dat in aanwezigheid van beide partijen, hun advocaten en de griffier. Dat betekent dat de partijen elkaar over en weer toegang moeten verschaffen. De rechter gaat naar de woning van een van de partijen of naar een neutrale plaats (een café of restaurant) om de zaak te bespreken met de partijen en hun advocaten. Als een schikking wordt bereikt, wordt deze ter plaatse geschreven door de griffier en ondertekend door partijen.

## De comparitie in letselschade zaken
Naast de rechter en de griffier is er dan meestal ook een juridisch medewerker aanwezig. Deze heeft dan met de rechter de zaak voorbereid. De partij die verzekeraar is, neemt vaak zowel een juridisch medewerker als de schadebehandelaar mee. Alle beslispunten worden een voor een besproken. Bij elk beslispunt zal de rechter na de bespreking met partijen en advocaten een voorlopig oordeel geven. Indien er nieuwe gegevens zijn, zal de rechter eerst schorsen om te overleggen met de juridisch medewerker voordat hij het voorlopig oordeel geeft.
Als schade wordt gevorderd, begroot de rechter voorlopig de schade op de zitting. De belangrijkste stukken (medische rapporten, arbeidsdeskundige onderzoeken en schadeberekeningen) dienen volledig beschikbaar te zijn voor de rechter en de wederpartij.

## De comparitie in verdelingszaken (boedelverdeling na echtscheiding)
Ook in dit geval worden alle beslispunten een voor een besproken. Bij elk beslispunt zal de rechter na de bespreking een voorlopig oordeel geven en/of aangeven welke nadere stukken hij nodig vindt. De rechter zal per onderdeel bespreken of partijen het daarover eens kunnen worden. De onderdelen waarover partijen het eens zijn, komen in een overeenkomst te staan. De belangrijkste stukken (vermogensopgaven, verzekeringspolissen, bankafschriften) dienen volledig beschikbaar te zijn voor de rechter en de wederpartij.

## Proces-verbaal
Het opmaken van een proces-verbaal na een zitting kan - met toestemming van partijen - na de zitting en zonder ondertekening van partijen worden opgemaakt. De instemming van de partijen dient wel te worden gevraagd, verkregen en vastgelegd in het proces-verbaal. Maar de individuele rechter is ook bevoegd om proces-verbaal op te maken in het bijzijn van en met ondertekening door partijen, als zij denkt dat dat nodig is.

## Non-comparitie
Non-comparitie is het niet verschijnen van een partij bij bijvoorbeeld een notaris bij wie een akte van levering zou worden opgemaakt ter uitvoering van een eerder gesloten overeenkomst. De notaris kan dan een proces-verbaal van non-comparitie opmaken, dat de tegenpartij kan gebruiken om juridische stappen te ondernemen.